# Sisu

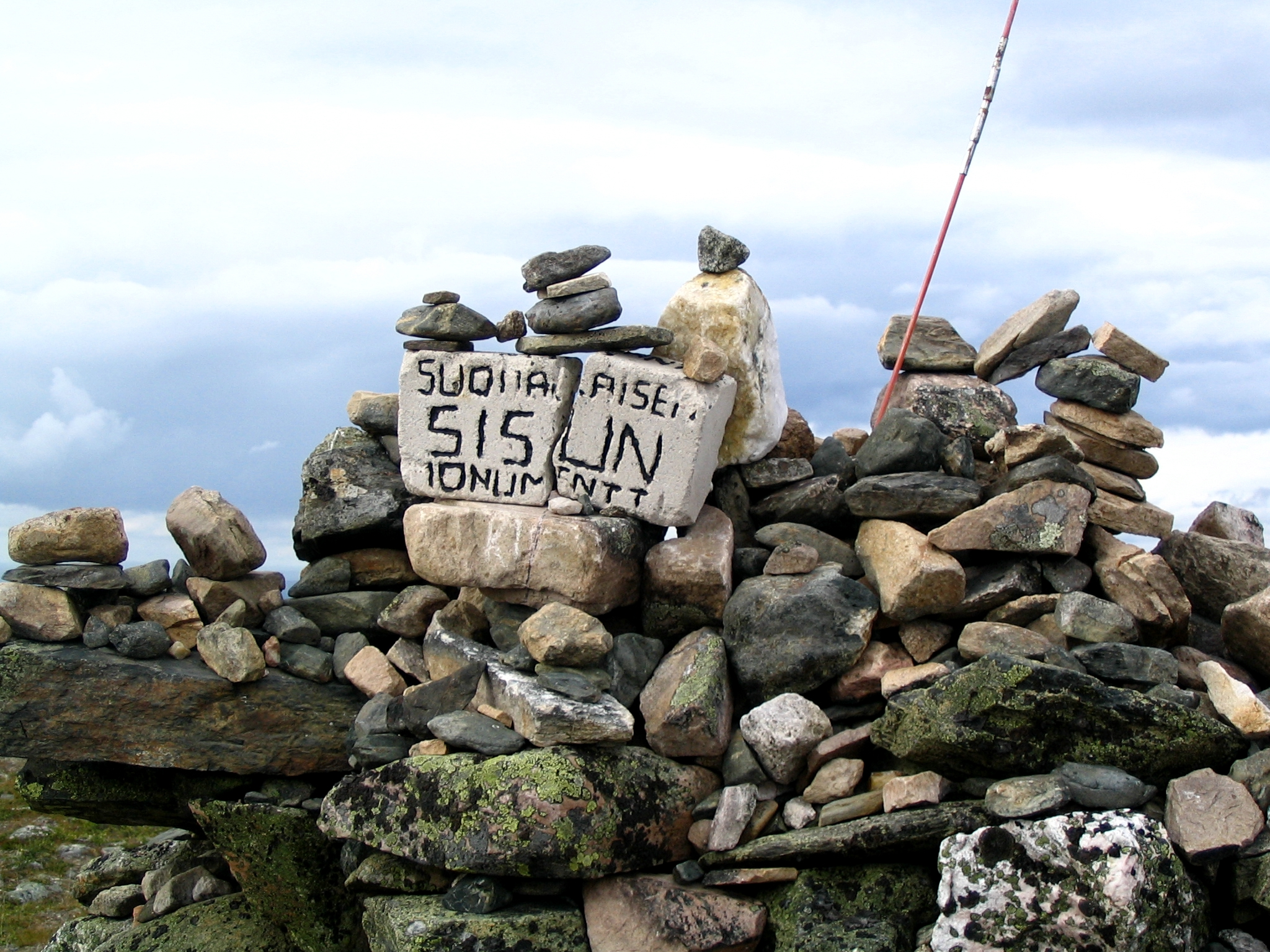
"Monumento alla sisu finlandese" su un fell in Lapponia

Sisu è un termine finlandese che si può tradurre in italiano con espressioni quali: forza di volontà, determinazione, perseveranza e razionalità. Manca una traduzione più precisa. Sisu è una parola chiave per capire la cultura finlandese. La parola deriva da sisus, che significa intimo, interiore.

## Significato culturale
Secondo il New York Times, sisu è "la parola che spiega la Finlandia" ed è la "parola preferita dei finlandesi" - "la più bella di tutte le parole finlandesi". Durante la guerra d'inverno del 1939-1940 la persistenza dei finlandesi di fronte all'invasione sovietica determinò la grande popolarità di questa parola nella lingua inglese per tutta una generazione.
Probabilmente sisu fu usata per la prima volta nella lingua inglese l'8 gennaio 1940, sul TIME:
(Time, 8 gennaio 1940)
Particolarmente lodato per incarnare la sisu fu il Presidente della Finlandia: "L'anziano presidente Kyösti Kallio, di origine contadina - 73 anni e pieno di sisu - la settimana scorsa ha ideato un nuovo sistema per ottenere rifornimenti per il suo Paese". Il termine sisu fu usato anche per descrivere l'ostinazione con cui i finlandesi mantennero la loro blanda alleanza con il Terzo Reich dal 1940 al 1943:
(Time, 10 maggio 1943)
Durante le Olimpiadi Estive del 1952, si parlò ancora di sisu nel contesto della Guerra Fredda in corso e incombente sulla capitale finlandese Helsinki:
(Time, 21 luglio 1952)
Ancora negli anni 1960, il termine sisu fu usato per descrivere la resistenza di 20-30 anni prima e il perdurante scontento dei finlandesi. Nel 1960 un importante critico di Mortlake scrisse:
(Nigel Dennis)

## Sisunella cultura di massa
Nel romanzo giovanile di Robert A. Heinlein, Cittadino della galassia, il protagonista viene adottato dal capitano di un'astronave che si chiama Sisu. Il nome riflette l'ammirazione di Heinlein per la resistenza dei finlandesi contro i sovietici (Heinlein stesso era un anticomunista). La "famiglia" interstellare a cui appartiene l'astronave viene descritta come fortemente orgogliosa e indipendente, tanto da preferire la battaglia e la morte piuttosto che essere catturati dai pirati.
Sisu è il tema di un racconto breve di un autore statunitense, The Frying Finn, in cui il protagonista Esko Virtanen spiega il concetto. Nelle parole di Virtanen: "In finlandese abbiamo una parola, sisu, che - tradotta in modo molto approssimativo — significa coraggio estremo di fronte a ostacoli insormontabili. È più che un semplice hartia pannki, coraggio fisico. Ci vuole forza interiore, e ottimismo e capacità di resistenza e un bel po' di quell'ostinatezza tipica del mulo, quel tipo di testardaggine che permette a un uomo a cui è stata diagnosticata una malattia incurabile di sopravvivere ai suoi medici. Forse non vinciamo sempre, dice la sisu, ma sicuramente non perderemo mai".
Nel programma televisivo britannico Top Gear, Mika Häkkinen spiega la sisu a James May come una particolare determinazione, peculiare del popolo finlandese.
Nel 2004 Jorma Ollila, amministratore delegato di Nokia, descrisse il "fegato" della sua azienda usando la parola sisu:
(Kevin Maney, USA Today)
Per il suo significato culturale, sisu è un elemento frequente nei marchi di prodotti finlandesi. Per esempio, ci sono marchi di auto Sisu (e veicoli trasporto truppe Patria Pasi, prima chiamate Sisu Pasi), la rompighiaccio MS Sisu, una marca di caramelle dal gusto forte, prodotte da Leaf, e un'organizzazione nazionalista finlandese (Suomen Sisu).
Nel 2022 è stato distribuito il film Sisu - L’immortale, diretto da Jalmari Helander. Ambientato durante la Seconda Guerra Mondiale, il film segue la storia di un ex soldato finlandese che, dopo aver scoperto un giacimento d’oro, deve affrontare un’unità nazista intenzionata a derubarlo. Il titolo richiama il concetto finlandese di sisu, rappresentando la tenacia e la determinazione del protagonista di fronte a ostacoli apparentemente insormontabili.